# دومینیک ژان لاره

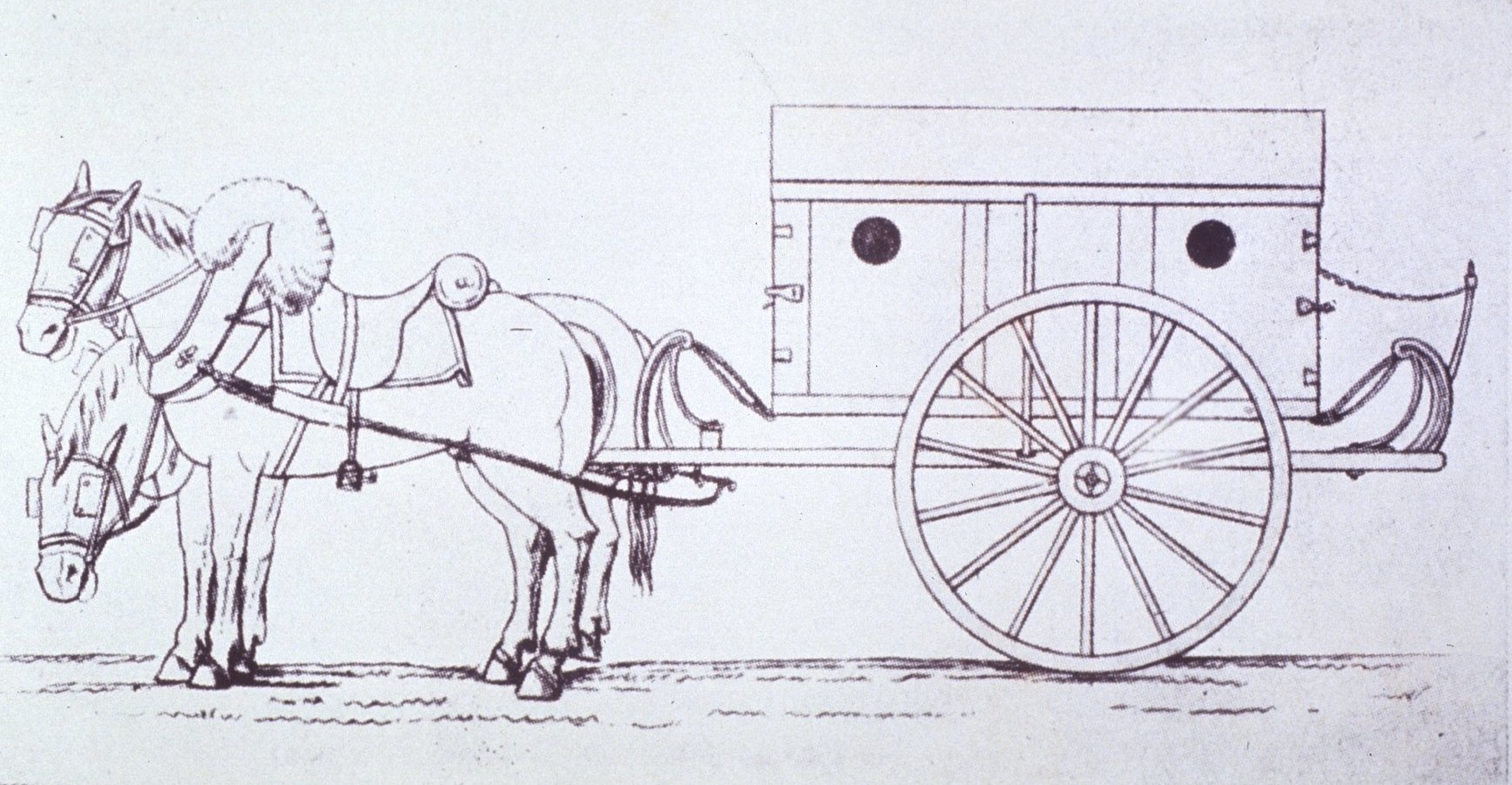
آمبولانس‌های پرنده لاره که برای تخلیه مجروحان از میدان جنگ استفاده می‌شد.

دومینیک ژان لاره (فرانسوی: Dominique Jean Larrey‎؛ ‏ فرانسوی: [larɛ]؛ ‏ ۸ ژوئیهٔ ۱۷۶۶ – ۲۵ ژوئیهٔ ۱۸۴۲) پزشکی نظامی و جراح اهل فرانسه بود که در جریان جنگ‌های انقلاب فرانسه و جنگ‌های ناپلئونی به شهرت رسید. وی یک مبتکر مهم تریاژ و پزشکی میدان جنگ و ابداع‌کنندهٔ آمبولانس هوایی بود. او را نخستین جراح نظامی مدرن می‌دانند. 

وی مدت ۸ سال دستیار عمویش بود که یک جراح در تولوز بود. سپس در اوتل-دیو شاگرد جراح فرانسوی پیر-ژوزف دوسو شد و پس از پایان تحصیل به برست رفت و به نیروی دریایی پیوست. او در سن ۲۱ سالگی جوان‌ترین پزشک نیروی دریایی سلطنتی فرانسه بود. وی مدتی همکار ماری فرانسوا زاویه بیشا در پاریس بود و در جریان نبردهای فتح باستیل یک آمبولانس برای مداوای مجروحان ساخت. او در جنگ ائتلاف نخست هم حضور داشت. وی پس از مشاهده سرعت مانور کالسکه‌های «توپخانه پرنده» فرانسوی در میدان‌های نبرد، آنها را به عنوان آمبولانس‌های کمک داوطلبانه («آمبولانس‌های پرنده») برای انتقال سریع مجروحان و سرنشین‌دار کردن آنها با رانندگان و خدمه آموزش‌دیده تطبیق داد. او همچنین در لشکرکشی فرانسه به مصر و سوریه حضور داشت و پس از پیروزی در نبرد ابوقیر یک مدرسهٔ پزشکی برای نظامیان در قاهره بنیان نهاد. بسیاری از بیماران وی در آن هنگام دچار التهاب چشم بودن که یک بیماری شناخته‌شده در اروپا از زمان جنگ‌های صلیبی بود و لاره بر روی آن پژوهش‌هایی انجام داد. او حمل و نقل سربازان مجروح را با استفاده از شترهای یک‌کوهانه بهبود بخشید و به جای اسب‌هایی که در صحرا حرکت می‌کردند، دو صفحه برای حمل مجروحان به هر طرف کوهان وصل می‌شد. در سال ۱۸۱۱، بارون لاری، یک تیم جراحی را رهبری کرد که عمل ماستکتومی بدون بیهوشی را بر روی فنی برنی در پاریس انجام دادند. هنگامی که ناپلئون به الب فرستاده شد، لاره پیشنهاد پیوستن به او را داد، اما امپراتور سابق نپذیرفت. در نبرد واترلو در سال ۱۸۱۵ شجاعت او در زیر آتش مورد توجه دوک ولینگتون قرار گرفت و به سربازانش دستور داد به سمت او شلیک نکنند تا «به این مرد شجاع فرصت داده شود تا مجروحان را جمع‌آوری کند» و به «شجاعت و فداکاری یک نسل که دیگر متعلق به زمانۀ ما نیست» درود فرستاد. لاره در تلاش برای فرار از مرز فرانسه به اسارت نیروهای پروس درآمد که می‌خواستند او را در همان‌جا اعدام کنند. یکی از جراحان آلمانی لاره را شناخت و جلوی اعدام او را گرفت. لاره را عفو کردند؛ شاید تا حدی به این دلیل که وقتی پسر گبهارد لبرشت فون بلوشر در نزدیکی درسدن مجروح شد و توسط فرانسوی‌ها به اسارت درآمد، لاره جان او را نجات داده بود، لاره به عنوان مهمان به میز شام فون بلوشر دعوت کردند و او را با ادای پول و لباس مناسب به فرانسه فرستادند.
وی در سال ۱۸۰۷ نشان لژیون دونور (فرمانده) و در سال ۱۸۰۹ لقب بارون دریافت کرد. او همچنین در سال ۱۸۲۹ عضو بنیاد فرانسه و یک سال بعد عضو انجمن فیلسوفان آمریکا شد. او در سال ۱۸۴۲ حین بازگشت از الجزیره با پسرش، دچار سینه‌پهلو و در ۲۵ ژوئیه درگذشت. وی را ابتدا در گورستان پر-لاشز به خاک سپردند اما در سال ۱۹۹۲ بقایایش را از آنجا به لِزَنْوَلید برده و در کنار ناپلئون بناپارت به خاک سپردند. کتاب‌های او حتی در روزگار فعلی ارزشمند قلمداد می‌شود و به زبان‌های گوناگون ترجمه شده است. پسرش ایپولیت پزشک مخصوص ناپلئون سوم بود.